# Azawagh
Azawagh (poznat kao Azaouagh ili Azawak) je suha kotlina koja se nalazi na području sjeverozapadnog Nigera, kao i dijelova sjeveroistočnog Malija i južnog Alžira. Azawagh se uglavnom sastoji od sahelske i saharske ravnice koju pretežno naseljavaju Tuarezi i Arapi sa značajnom manjinom Bouzou i Wodaabe, te pridošlim narodima Hausa i Zarma.
Kotlina je na sjeveru omeđena alžirskim masivom Hoggar, na istoku masivom Aïr, te na istoku Adrar des Ifoghasom u Maliju.
Tuareška riječ azawaɣ znači "savana". Azavad (Azawad), izraz koji se koristi za dio sjevernog Malija koji je nepriznata samoproglašena de facto suverena država koju je proglasio Nacionalni pokret za oslobođenje Azavada (MNLA).